# Souris-Glenwood
Souris-Glenwood es un municipio canadiense situado en la provincia de Manitoba.

## Superficie
Souris-Glenwood tiene una superficie de 579,69 km².

## Demografía
En 2021, tenía 2547 habitantes, una densidad poblacional de 4,4 hab./km², y 1128 viviendas.